# Uriangato
Uriangato est une ville du Mexique central, de l'État de Guanajuato. Située central le plateau tarasque (en) sur l'axe volcanique central, à mi-chemin entre Mexico et Guadalajara, elle fut fondée par Fray Diego de Chávez en 1559 sous le nom de San Miguel de Uriangato.
Uriangato est une ville dans la municipalité du même nom qui se trouve dans la région sud de l'État de Guanajuato, au Mexique, dans la limite inter-étatique avec l'État de Michoacán. Uriangato forme avec la commune de Moroleón un secteur métropolitain de 88 491 habitants, étant la 94 ville du pays et la septième plus importante de l'État de Guanajuato. Elle est la plus petite des 56 zones métropolitaines du Mexique.
La majorité des personnes d'Uriangato se consacrent à l'industrie du vêtement formant un des centres industriels textiles les plus importants du Mexique.

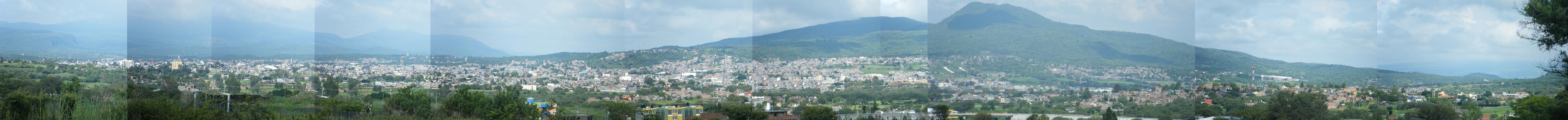